# Lithobius drescoi
Lithobius drescoi är en mångfotingart som beskrevs av Demange 1958. Lithobius drescoi ingår i släktet Lithobius och familjen stenkrypare. Utöver nominatformen finns också underarten L. d. polyodontus.